# Lamivudină
Lamivudina, numită și 3TC (abreviere a 3'-tiacitidină), este un medicament antiretroviral utilizat pentru prevenirea și tratarea HIV/SIDA. De asemenea, este utilizat pentru a trata hepatita B cronică, atunci când nu există alte opțiuni. Este eficient atât împotriva HIV-1, cât și HIV-2. Acesta este de obicei folosit în combinație cu alte medicamente antiretrovirale, precum zidovudină și abacavir. Lamivudina poate fi parte a prevenției post-expunere pentru cei care au fost expuși la HIV. Lamivudina este administrată oral, sub formă de lichid sau tabletă.
Efecte secundare comune sunt greață, diaree, dureri de cap, senzație de oboseală și tuse. Reacții adverse grave sunt boli de ficat, acidoză lactică și agravarea hepatitei B la cei deja infectați. Este un medicament sigur pentru persoanele în vârstă de peste trei luni și poate fi utilizat în timpul sarcinii. Acest medicament poate fi luat cu sau fără alimente. Lamivudina este un inhibitor nucleozidic al reverstranscriptazei și funcționează prin blocarea reverstranscriptazei HIV și polimerazei virusului hepatitei B.
Lamivudina a fost brevetată în anul 1995 și aprobată pentru utilizare în Statele Unite în același an. Se află pe lista medicamentelor esențiale ale Organizației Mondiale a Sănătății, cele mai sigure și cele mai eficiente medicamente necesare într-un sistem de sănătate. Este disponibilă sub formă de medicamente generice. Costul en gros în lumea în curs de dezvoltare în 2014 era de aproximativ $0,06 pe zi. În 2015, costul pentru un tratament tipic lunar în Statele Unite era de peste 200 de dolari.

## Utilizări medicale
Lamivudina este utilizată pentru tratamentul infecției cronice cu virusul hepatitei B la o doză mai mică decât pentru tratamentul HIV/SIDA. Acesta îmbunătățește  seroconversia antigenului e pozitiv și îmbunătățește, de asemenea, histologia ficatului. Utilizarea de lamivudină pe termen lung duce la apariția unui virus hepatitic B rezistent (YMDD) mutant. În ciuda acestui fapt, lamivudina este încă folosită pe scară largă deoarece este bine tolerată.

### Rezistență
În HIV, un nivel ridicat de rezistență este asociat cu mutația M184V/I în gena revers transcriptazei, așa cum a fost raportat de către grupul lui Raymond Schinazi de la Universitatea Emory. GlaxoSmithKline a susținut că mutația M184V reduce „fitnessul viral”, după constatarea că tratamentul continuat cu lamivudină cauzează ca sarcina virală să revină, dar la un nivel mult mai mic, și că întreruperea lamivudinei duce la o sarcină virală mai mare cu pierderea rapidă a mutației M184V. Prin urmare, GSK a susținut că tratamentul continuat cu lamivudină ar putea fi benefic chiar și în prezența unui nivel ridicat de rezistență, deoarece visurul rezistent are un fitness redus. Studiul COLATE a sugerat că nu există nici un beneficiu în continuarea tratamentului cu lamivudină la pacienții cu rezistență la lamivudină. O explicație mai bună a datelor este faptul că lamivudina continuă să aibă un efect antiviral parțial chiar și în prezența mutației M184V.
În hepatita B, rezistența la lamivudină a fost descrisă pentru prima dată în locusul YMDD (tirozină-metionină-aspartat-aspartat) al genei revers transcriptazei VHB. Gena revers transcriptazei VHB are o lungime de 344 de aminoacizi și ocupă codonii 349 până la 692 de pe genomul viral. Cea mai frecvent întâlnită mutație de rezistență este M204V/I/S. Schimbare secvenței de aminoacizi din YMDD în YIDD rezultă într-o reducere de 3,2 ori a ratei de eroare a revers-transcriptazei, care corelează cu un dezavantaj semnificativ al creșterii virusului. Alte mutații de rezistență sunt L80V/I, V173L și L180M.

## Efecte secundare
1. Efecte secundare minore pot include greață, oboseală, dureri de cap, diaree, tuse și congestie nazală.
2. Nu se prescrie lamivudină/zidovudină, abacavir/lamivudină sau abacavir/lamivudină/zidovudină pacienților tratați cu emtricitabină.
3. Pe termen lung, utilizarea lamivudinei poate declanșa un virus al hepatitei B rezistent (YMDD) mutant.
4. Femeile infectate cu HIV sau VHB tratate cu lamivudină sunt avertizate să întrerupă alăptarea, deoarece această acțiune crește riscul de transmitere a HIV la copil și efectele secundare ale medicamentului.
5. Pacienții care sunt infectați cu HIV și VHC și sunt tratați concomitent cu interferon și lamivudină pot experimenta leziuni hepatice.
6. Medicamentul poate declanșa o reacție inflamatorie la infecțiile oportuniste (de exemplu, Mycobacterium avium complex [MAC], M. tuberculosis, citomegalovirus [CMV], Pneumocystis jirovecii [anterior P. carinii]).
7. Au fost raportate tulburări autoimune, ale căror simptome pot să apară la mai multe luni după inițierea terapiei antiretrovirale.
8. Trebuie utilizată cu precauție la pacienții cu insuficiență renală, iar medicamentul trebuie evitat la pacienții cu insuficiență hepatică.

## Mecanism de acțiune
Lamivudina este un analog al citidinei. Aceasta poate inhiba  revers transcriptaza ambelor tipuri de HIV (1 și 2) și, de asemenea, revers transcriptaza visuruluu hepatitei B. Este fosforilat în metaboliți activi care concurează pentru încorporarea în ADN-ul viral. Aceștia inhibă competitiv enzima revers transcriptază a HIV și acționează ca un opritor al lanțului în sinteza ADN-ului. Lipsa unei grupări 3'-OH în analogul nucleozidic încorporat previne formarea legăturii fosfodiesterice de la 5' la 3' esențiale pentru alungirea lanțului de ADN și, prin urmare, creșterea ADN-ului viral este oprită.
Lamivudina este administrată pe cale orală și este rapid absorbită, cu o bio-disponibilitate de peste 80%. Unele cercetări sugerează faptul că lamivudina poate traversa bariera hemato–encefalică. Lamivudina este de multe ori administrată în combinație cu zidovudină, alături de care este foarte sinergetică. A fost demonstrat că tratamentul cu lamivudină restabilește sensibilitatea la zidovudină a HIV anterior rezistent. Lamivudina nu a demonstrat caracter carcinogen sau mutagen in vivo în studiile efectuate pe șoareci și șobolani la doze de 10 la 58 de ori mai mari decât cele utilizate la om.
Medicamentul are o perioadă de înjumătățire de 5-7 ore la adulți și de 2 ore la copiii infectați cu HIV.

## Istoric
BCH-189 racemic (forma minus este cunoscută sub numele de lamivudină) a fost inventat de către Bernard Belleau pe vremea când lucra la Universitatea McGill și Paul Nguyen-Ba de la IAF BioChem International, Inc. din Montreal în 1988, iar enantiomerul minus a fost izolat în 1989. Mostrele au fost trimise mai întâi lui Yung-Chi Cheng de la Universitatea Yale pentru studiul toxicității. Atunci când este utilizat în combinație cu AZT, acesta a descoperit că forma negativă a lamivudinei reduce efectele secundare și crește eficiența în inhibarea reverstranscriptazei. Combinația de lamivudină și zidovudină crește eficiența în inhibarea unei enzime HIV utilizată pentru a reproduce materialul genetic al visurului. Ca urmare, lamivudina a fost identificată ca fiind un agent mai puțin toxic pentru mitocondriile ADN față de alte medicamente retrovirale.
Lamivudina a fost aprobată de Food and Drug Administration (FDA) pe 17 noiembrie 1995 pentru utilizare cu zidovudina (AZT) și din nou în 2002 pentru administrare într-o singură doză zilnică. Se află pe lista de medicamente esențiale a Organizației Mondiale a Sănătății, cele mai sigure și cele mai eficiente medicamente necesare într-un sistem de sănătate. În 2015, costul pentru un tratament tipic lunar în Statele Unite este de peste 200 de dolari.

## Formulări
Lamivudina este comercializată sub diverse nume de marcă în lume pentru tratamentul HIV/SIDA și hepatitei B. 
Lamivudina este disponibilă sub formă de sine stătătoare, dar și în combinații de doză fixă cu alte medicamente anti-HIV, precum:
- Lamivudină/zidovudină (cu zidovudină)
- Abacavir/lamivudină (cu abacavir)
- Abacavir/lamivudină/zidovudină (cu zidovudină și abacavir)